# Bruant des rochers
Emberiza impetuani
Espèce
Statut de conservation UICN

 LC  : Préoccupation mineure
Le Bruant des rochers (Emberiza impetuani) est une espèce de passereaux appartenant à la famille des Emberizidae.

## Répartition
Son aire s'étend principalement à travers l'Afrique australe.

## Habitat
Son habitat naturel est les zones arbustives sèches subtropicales ou tropicales.